# Pristurus collaris
Pristurus collaris — вид геконоподібних ящірок родини Sphaerodactylidae. Ендемік Ємену.

## Поширення і екологія
Pristurus collaris мешкають в прибережних районах у центральному і східному Ємені. Вони живуть на пласких рівнинах, місцями порослих рослинністю. Ведуть денний спосіб життя. Відкладають яйця.